# オトマール・スウィトナー
オトマール・スウィトナー (Otmar Suitner, 1922年5月16日-2010年1月8日) は、オーストリア出身の指揮者である。シュターツカペレ・ドレスデン、シュターツカペレ・ベルリン、NHK交響楽団などで活躍したほか、ウィーン国立音楽大学で教鞭をとった。日本語ではオットマール・スウィトナーと表記されることもある。
モーツァルト、ベートーヴェン、ワーグナー、ブルックナー、リヒャルト・シュトラウスの作品や、イタリアの作品の指揮に定評があり、カペルマイスターの伝統を受け継ぐ指揮者として評価された。

## 生涯

### 幼年期・学生時代

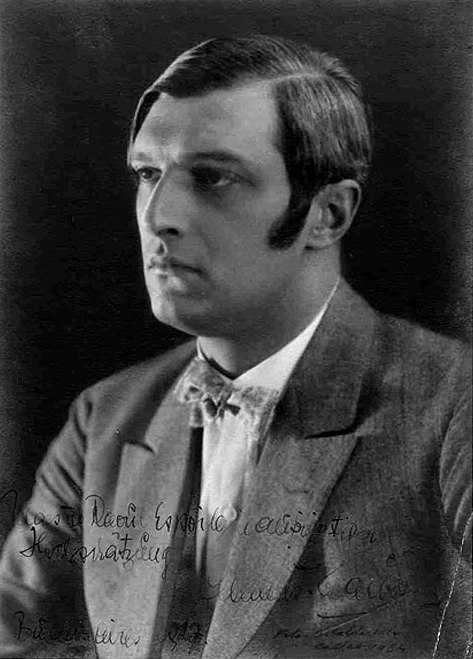
師のクレメンス・クラウス

1922年5月16日、ドイツ人の父とイタリア人の母のもと、オーストリアの景勝地インスブルックに生まれる。インスブルックの市立音楽院でフリッツ・ヴィートリヒにピアノを学んだのち、ザルツブルクのモーツァルテウム音楽院に入学し、フランツ・レドヴィンカにピアノを、クレメンス・クラウスに指揮を師事した。また、指揮者のヴィルヘルム・フルトヴェングラーの知己を得て、親しく付き合った。
スウィトナーはインタビューにて、師のクラウスについて以下のように語っている。

### キャリア初期
クラウスの勧めでインスブルックやレックリングハウゼンなどの教会で合唱団の指揮者を務めたのち、1942年にインスブルックのチロル州立劇場の指揮者となり、スウィトナー自身が小編成のオーケストラ用に編曲したリヒャルト・シュトラウスの『薔薇の騎士』を指揮してデビューを飾った。なお、作曲家のシュトラウスは客席でこの演奏を聴いており、スウィトナーを賞賛している。
その後スウィトナーはピアノでバレエの下稽古を行ったりしつつ、指揮者として定期的に活動していたが、1944年にチロル州立劇場の指揮者を辞任してからはポストを得ることができなかったため、1952年まではピアニストとして活動しており、ウィーン、ローマ、ミュンヘン、スイスなどでコンサートを行った。その後1952年にレムシャイト市の音楽監督に迎えられて指揮者に復帰し、1957年にはルートヴィヒスハーフェン・アム・ラインを本拠地とするプファルツ管弦楽団の音楽監督となった。その傍らで、ウィーン、ハンブルク、ミュンヘンなど、オーストリア、ドイツの各地で客演活動を行い、ベルリン・フィルハーモニー管弦楽団、ハンブルク・フィルハーモニー管弦楽団、ミュンヘン・フィルハーモニー管弦楽団などを指揮した。

### ドレスデン国立歌劇場時代
何度かシュターツカペレ・ドレスデンのコンサートを指揮したスウィトナーは、オーケストラから高い評価を得て、1960年にドレスデン国立歌劇場およびそのオーケストラであるシュターツカペレ・ドレスデンの音楽総監督兼首席指揮者に就任した。スウィトナーとシュターツカペレ・ドレスデンによる演奏の評価は高く、特にモーツァルトの演奏については「東ドイツに並ぶものはいない」とまで言われたが、両者はモーツァルトのような伝統的な演目の他にもハンス・アイスラーやルイジ・ダラピッコラといった同時代の作曲家の作品を取り上げており、こちらも高い評価を得た。また、両者は東欧諸国やソ連への演奏旅行を行なったほか、1961年には『薔薇の騎士』の初演50周年公演を行った。しかし1964年には、前任のフランツ・コンヴィチュニーと同じく、ベルリン国立歌劇場の音楽監督に就任したスウィトナーはドレスデンを去ることになった。ただし、スウィトナーとシュターツカペレ・ドレスデンとのレコーディングは続けられた。
スウィトナーはシュターツカペレ・ドレスデンについて「時代や混乱を通じても自らに誠実であり続けた理想的かつ完璧な楽器」と賞賛している。また、80歳の誕生日である2002年5月16日には、ドレスデンの旧友たちとともにゼンパー・オーパーに姿を見せた。

### ベルリン国立歌劇場時代

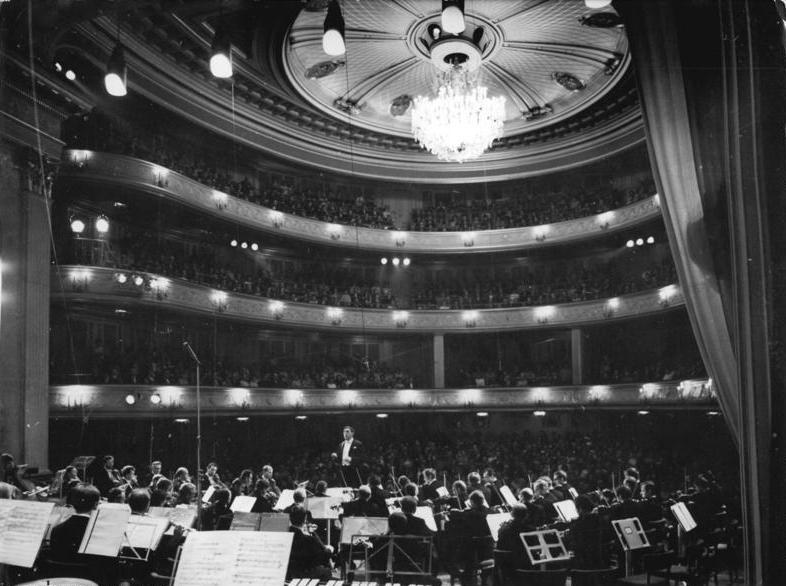
ベルリン国立歌劇場で指揮をするスウィトナー (1970年)

1964年にはベルリン国立歌劇場の音楽監督に就任し、1990年まで務めた。スウィトナー時代のシュターツカペレ・ベルリン（ベルリン国立歌劇場のオーケストラ）は、音楽監督の在任期間（26シーズン）、演奏旅行の数、録音の点数、聴衆の動員率などで過去の記録を大幅に上回ったうえ、ディスクの売れ行きも好調であった。さらに、スウィトナーは前任のコンヴィチュニーの路線を踏襲しつつ、新たなレパートリーを開拓したほか、西側の人材も登用した。インタビューにおいて、スウィトナーはシュターツカペレ・ベルリンのレパートリーについて以下のように述べている。
スウィトナー体制下のシュターツカペレ・ベルリンは、同じ都市で活動するベルリン・フィルハーモニー管弦楽団に比肩する存在としてみなされるようになったと言われている。音楽評論家の小石忠男は「シュターツカペレ・ベルリンもスウィトナーの時代に入ってから、従来の強固で重厚なアンサンブルに、透明度と柔軟性を加えた。彼らはおびただしいオペラ上演で交響的ともいえる見事な演奏を披露すると同時に、年間8回（各2夜）のシンフォニー・コンサートを国立歌劇場で開催した。その成果は数多くの録音に残されている」と評している。
ベルリンの壁が設けられたこともあって、この時代のシュターツカペレ・ベルリンは東側を代表するオーケストラとみなされるようになり、人事面などで国家からの介入が多くあったと言われている。また、スウィトナーは当時半ば禁止されていた現代音楽をプログラムに組み込んだため、当局と揉めることもあったという。ただしスウィトナーは東ドイツ財政を支える存在でもあり、1年で36000ポンドを稼いだとも言われている。なお、1988年のインタビューでスウィトナーは「1964年以来ですから、そろそろ離れようかと考えましたが、慰留されています」と述べている。。

### 世界各地での活躍

#### バイロイト音楽祭
1964年から1967年にかけてスウィトナーはバイロイト音楽祭に登場し『タンホイザー』、『さまよえるオランダ人』、『ニーベルングの指環』を指揮した。なお、『ニーベルングの指環』については本来カール・ベームが４作全て（『ラインの黄金』、『ワルキューレ』、『ジークフリート』、『神々の黄昏』）を指揮する予定であったが、体調不良のためスウィトナーが代理で指揮した。なお、バイロイト音楽祭の中心的な人物であり、リヒャルト・ワーグナーの孫であった演出家のヴィーラント・ワーグナーについてスウィトナーは以下のように述べている。

#### NHK交響楽団
1971年に初めて指揮したNHK交響楽団では、聴衆、楽団員から高い評価を得ており、1973年に再びNHK交響楽団を指揮した際には「名誉指揮者」の称号を贈られた。音楽評論家の宇野功芳は「彼が振るN響の弦が時にウィーン・フィルのような響きを出すのを聴いた方は多いと思う」と記している。なお、NHK交響楽団および日本の聴衆についてスウィトナー自身は以下のように述べている。

#### その他のオーケストラ
他にも1969年から定期的にサンフランシスコ・オペラに登場してドイツの作品を指揮したほか、ウィーン国立歌劇場、ボリショイ劇場、ボストン交響楽団などにも登場した。また、ドイツ民主共和国は自国のイデオロギーを普及させるために中東諸国での音楽活動を支援していたが、その一環としてスウィトナーもカイロでコンサートを行っており、「とても大きな反響があるので、カイロで演奏するのは私たちにとって喜びだ」というコメントを残している。

### 晩年

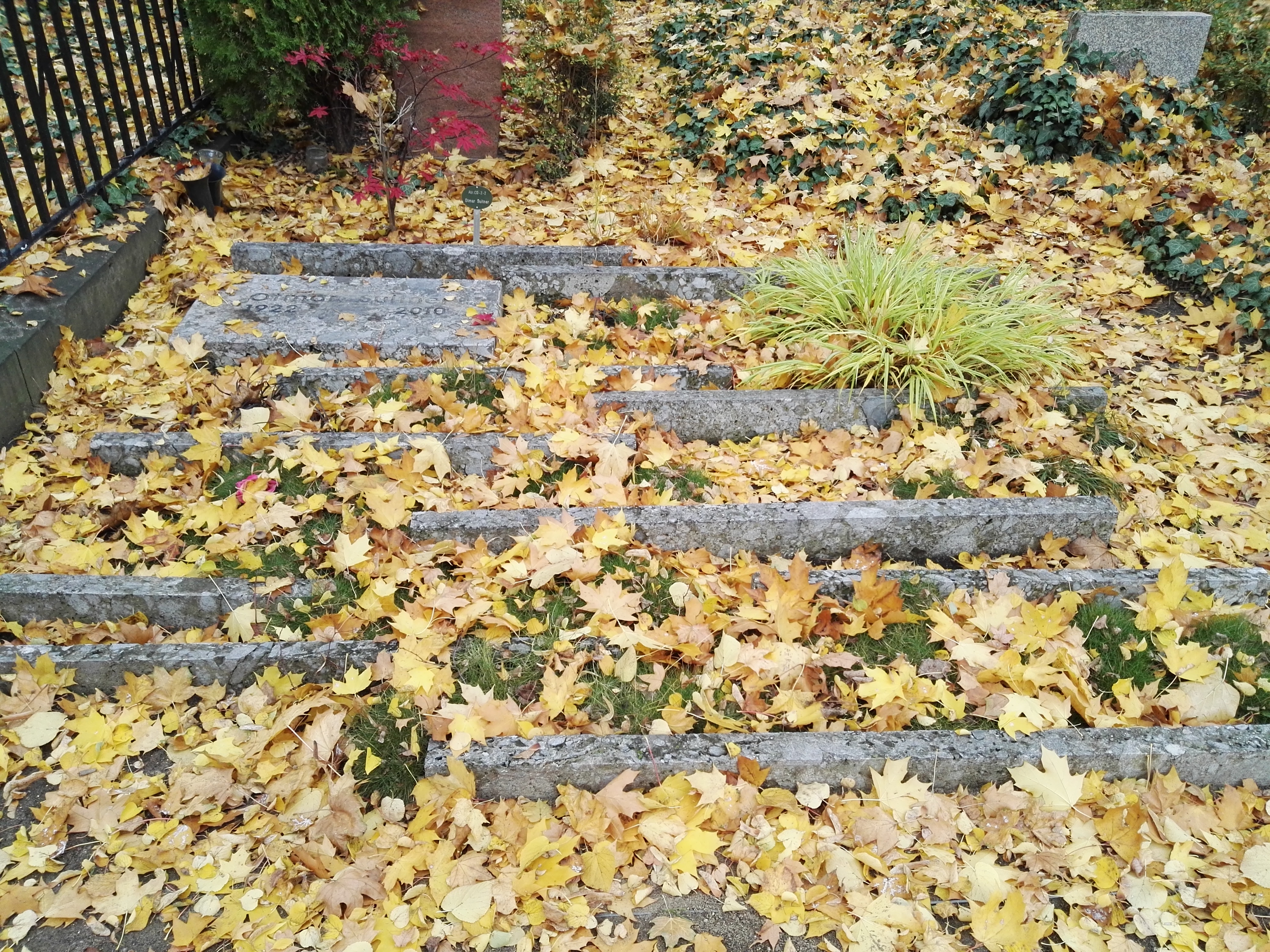
スウィトナーの墓 (2016年)

1980年代後半から体調不良を訴えることが多くなり、1990年にはパーキンソン病が原因で事実上の引退状態となった。音楽評論家の國土潤一は、引退する以前よりスウィトナーの演奏は往時の精彩を欠いていたと述べており、「円熟よりは『老い』を強く感じさせる演奏が多くなっていたように記憶している」とも述べている。なお、シュターツカペレ・ベルリンは1990年代に一度スウィトナーを舞台に呼び戻そうとしたことがあったが、それが不可能なことであるのは初回のリハーサルから明白であったと言われている。
2010年1月8日、オトマール・スウィトナーは87歳で死去した。スウィトナー死去のニュースは、ベルリンの3大地方紙『ターゲスシュピーゲル』『ベルリナー・モルゲンポスト』『ベルリナー・ツァイトゥング』をはじめとして、『フランクフルター・アルゲマイネ・ツァイトゥング』『ディ・ヴェルト』などの全国紙や、オーストリアの新聞などでも取り上げられた。他にも、『タイムズ』『朝日新聞』『インデペンデント』などが取り上げた。
スウィトナーの葬儀は、1月24日にベルリン国立歌劇場の裏にあるベルリンのカトリック司教座、聖ヘドヴィヒ大聖堂で行われた。この葬儀は新聞でも告知された公開のものであり、シュターツカペレ・ベルリンがレクイエムを演奏した。また、シュターツカペレ・ベルリンは1月24日と25日に、バレンボイムが指揮する演奏会をスウィトナーに捧げた。他にも、スウィトナーの追悼盤として、シュターツカペレ・ベルリンを指揮したモーツァルトの『魔笛』、NHK交響楽団を指揮したリヒャルト・シュトラウスの『英雄の生涯』がリリースされた。
スウィトナーの墓所はベルリンのドロテーエンシュタット墓地にある。

## 演奏スタイル

### レパートリー
モーツァルト、ベートーヴェン、ワーグナー、ブルックナー、リヒャルト・シュトラウスの作品や、イタリアの作品の指揮に定評があった。同時代の作曲家の作品も取り上げており、ハンス・アイスラーやルイジ・ダラピッコラらの作品を指揮したほか、パウル・デッサウの『プンティラ (1966年)』、『アインシュタイン (1974年)』、『レオンスとレナ (1979年)』などの初演を行なっている。なお、『アインシュタイン』と『レオンスとレナ』は録音を遺した。

### リハーサル
スウィトナーのもとで演奏したオーケストラ団員は、スウィトナーはリハーサルでは優しいことしか言わず、声も小さかったと述べている。また、オーケストラに注文をする際も「みなさんよくお弾きになっているんですが、どうしてもお一人だけお分かりじゃない方がいらっしゃる」と言って、その団員を見つめながら指揮をしていたという。なお、スウィトナーの視線の先にいた団員たちは「自分のことではないはずだ」と体を避けながら演奏していたという。

また、NHK交響楽団のコンサートマスターを務めた堀正文は、普段おっとりしているぶん、スウィトナーが強い言葉で指示をしたときはとても迫力があったと述べている。堀はスウィトナーの指揮でアルバン・ベルクの『ヴァイオリン協奏曲』を演奏した際、第2楽章のあるパッセージについて「ライオンに肉をガッと抉られるような激しさで」と指示されたと回想している。また、堀はスウィトナーのリハーサルについて以下のようにも述べている。

### 指揮姿
NHK交響楽団のコンサートマスターを務めた堀正文は、スウィトナーの指揮について「けっしてパワーで指揮なさるタイプではないんですけれども、身体の内からググーっとでてくるエネルギーの迫力はすごかったですね」と述べている。同じくNHK交響楽団のクラリネット奏者である西村初夫は「スウィトナーは一見、田舎のおっさんでしたが、ひとたび棒を振ると人間がまったく変わる。ひと回りもふた回りも大きく見えてきて、“こりゃいかん”と緊張させられるのです」と述べている。

また、音楽評論家の小石忠男はスウィトナーの指揮姿について以下のように述べている。

## 人物
チェーンスモーカーであり、酒も好んだ。オーケストラの団員と交流することもあり、日本を訪れた際には、NHK交響楽団ホルン奏者千葉馨の自宅で団員たちと食事会を行っており、オーケストラジョークや舞台上のハプニングの話などで場を和ませた。同団コンサートマスターの堀正文は「人間味にあふれた人で、茶目っ気もあるんですがジェントルで、みんなとの和を大切にされていました」と述べている。また、エーバーハルト・シュタインドルフは「スウィトナーの仕事は猛烈そのもの。礼儀正しい人で、自己の信念を曲げず、目標に向かって邁進するタイプだったが、巧まざるユーモアのセンスも持ちあわせていた」と述べている。
また、スウィトナーは東ベルリンに妻がいたが、西ベルリンに愛人レナーテがおり、レナーテとの間には子供もいた。スウィトナーとレナーテの出会いはバイロイト音楽祭であり、スウィトナーはベルリンの壁を超えて彼女の家に通っていた。ベルリン国立歌劇場、および妻マルティナもこの三角関係については了解しており、ベルリンの壁が崩壊したのちは、妻と愛人で食事に行くこともあった。2007年には、レナーテとの間に生まれた子供であるイゴール・ハイツマンがこの関係をドキュメンタリー『父の音楽〜指揮者スウィトナーの人生 （原題: Nach der Musik）』で描いた。音楽評論家の城所孝吉はこのドキュメンタリーについて「引退後のスウィトナーが重病を負いながらも精神的にはまったく衰えていなかったことを伝えている」「晩年の彼の様子や、チャーミングな人柄を知る上でも興味深い」と述べている。なお、このドキュメンタリーはいくつかの賞を獲得したほか、日本でもテレビで放送された。

## 顕彰歴
スウィトナーは様々な賞を受賞した。1965年には東ドイツの国家芸術賞を授与されたが、スウィトナーはその賞金をカトリック教会に寄付し、教皇パウロ6世から勲章を受けた。ただし、共産主義において宗教は禁止されていたため、スウィトナーはこのことにより体制と反目したと見る向きもある。

## レコーディング
スウィトナーはドイツ・グラモフォン、オイロディスク、ドイツ・シャルプラッテン、DENONなどのレーベルでレコーディングを行った。特にドイツ・グラモフォンは第二次世界大戦後にリヒャルト・シュトラウス、ハンス・プフィッツナー、マックス・フォン・シリングス、レオ・ブレッヒなどの、作曲家としても活躍していた19世紀生まれのスター指揮者たちを失ったため、新たに20世紀生まれの中堅指揮者たちを売り出すことを決意し、フェレンツ・フリッチャイ、イーゴリ・マルケヴィチ、フェルディナント・ライトナー、フリッツ・レーマン、フリッツ・リーガーらと並んでスウィトナーの録音を作成した。
また、シュターツカペレ・ドレスデンとも録音を遺したが、音楽評論家の小石忠男は「（スウィトナー同様シュターツカペレ・ドレスデンで音楽監督などの地位にあった）ベームや後述のケンペ、ザンデルリンクの場合にも同じことがいえるが、彼らの在任とレコード録音の時期にかなりの差異があるのは興味深い」と述べており、その原因として「レコード録音の体制やスタジオ、機材の整備が遅れたためであろう。当時のドイツ民主共和国は食糧すら不足し、経済的に困窮していたからである」と記している。
なお、スウィトナーは1980年から1983年にかけて、シュターツカペレ・ベルリンとベートーヴェンの交響曲全集を完成させている。他にも、シューベルト、シューマン、ブラームス、ドヴォルザークなどの交響曲全集を完成させた。

スウィトナーはインタビューにおいて、レコーディングについて以下のように述べている。

## 教育活動
1988年からはウィーン国立音楽大学の指揮科主任教授として後進を指導した。ウィーンでの教え子にオリヴァー・フォン・ドホナーニ、ベアート・フラー、タマジュ・スヴェテ、アフマド・エルサエディがいる。また、ヴァイマルではバイロン・フィデツィスを、ザルツブルク夏季アカデミーでマリー＝ジャンヌ・デュフールを教えた。他にもトルビヨーン・イワン・ルンドクヴィスト、梅田俊明、スチュアート・ロバートソン、アルベルト・カプリオリ、ジョエル・エリック・スーベンらを教えた。なお、スウィトナーのアシスタントを務めた指揮者としてはオレグ・カエターニがいる。
スウィトナーは西ベルリンにあるベルリン芸術大学の教授職をオファーされたこともあったが、東ドイツの高級官僚たちから「他の場所ならどこでもいいが、お願いだから西ベルリンだけはやめてほしい」と言われ就任できなかった。また、児玉宏は東ドイツのドレスデンへの留学を熱望していたが、NHK交響楽団を指揮しに来日したスウィトナーに「東はやめろ」と忠告されたという。

なお、スウィトナーは指揮者のキャリア形成について以下のように述べている。
若い時に地方の小さな劇場で修行をしたのち、大劇場やコンサートホールで活躍するようになった先輩指揮者として、スウィトナーはヴィルヘルム・フルトヴェングラー、オットー・クレンペラー、ブルーノ・ワルター、アルトゥーロ・トスカニーニ、エーリヒ・クライバーの名前をあげており、彼らについて「歌とファンタジーがふんだんにありました」と述べている。また、ウィーン国立音楽大学でも、このようにキャリアを形成するよう学生たちに教えているとも述べている。

## 評価
『インデペンデント』紙はスウィトナーについて「カペルマイスターの伝統を受け継ぐ最後の1人」と記した。また、音楽評論家の歌崎和彦はスウィトナーの演奏について「自分の個性を強く押し付けることはないが、確かな様式感と良い意味での職人性がひとつになった真摯な演奏は、いきいきと格調が高い」と述べている。同じく音楽評論家の小石忠男は「スウィトナーの芸術の本質と様式は、オペラ劇場志向にあると思う。それは彼が決してシンフォニー・コンサートに適当ではないという意味ではなく、常に激情的な音楽、声楽的な様式をその演奏のうちに内在させているということである」「テンポが音楽の内容と完全に密着して、はやすぎず、おそすぎず、実に中庸・妥当でありながら、決して推進力や緊張感を失わない」と述べている。

また、NHK交響楽団の楽団員たちはスウィトナーについて以下のように述べている。
一方で、ウィーン国立歌劇場に登場してヴィーラント・ワーグナーの演出による『さまよえるオランダ人』を指揮した際にはブーイングを受けた。また、サンフランシスコ・オペラにおけるスウィトナーの『ニーベルングの指環』公演は、『タイム』紙において「興奮するような瞬間はほとんどなく、サウンドは全てひどかった」と書かれた。